# ISO 4217
ISO 4217 è uno standard internazionale che descrive codici di tre lettere per definire i nomi delle valute, stabilito dall'Organizzazione internazionale per la normazione (ISO), che viene usato comunemente nel sistema bancario e nel mondo economico, nonché nella stampa specializzata.

## Definizione
Le prime due lettere del codice corrispondono al codice nazionale definito dall'ISO 3166-1 alpha-2, la terza lettera di solito corrisponde all'iniziale del nome della valuta. Ad es.: il dollaro statunitense è rappresentato dal codice USD, US=USA e D=dollaro. Questo elimina il problema causato da nomi come Dollaro, Franco e Sterlina utilizzati in dozzine di nazioni diverse, ma con valori differenti.
Lo standard definisce inoltre la relazione tra le unità di valuta principali e le loro suddivisioni. Spesso le suddivisioni sono in centesimi, ma anche i decimi o i millesimi sono comuni. Alcune valute non hanno suddivisioni. La Mauritania usa una suddivisione non decimale: 1 ouguiya = 5 khoum.
L'ISO 4217 comprende codici non solo per le valute, ma anche per i metalli preziosi (oro, argento, palladio e platino; normalmente misurati in once) e per alcune altre entità usate nella finanza internazionale, ad esempio i "Diritti Speciali di Prelievo". Esistono anche codici utilizzati a scopo di test (XTS), e per indicare l'assenza di transazioni valutarie (XXX). Tutti questi codici iniziano con la lettera "X".
Valute sovranazionali, come il Dollaro dei caraibi orientali, il franco CFP, il franco CFA BEAC e il franco CFA BCEAO sono anch'esse rappresentate da codici che iniziano con "X". Comunque, l'Euro è rappresentato dal codice EUR; anche se EU non è un codice nazionale ISO 3166-1, è stato usato comunque, e per fare ciò EU e stato aggiunto ai codici riservati dell'ISO 3166-1 per rappresentare l'Unione europea. Il predecessore dell'Euro, l'Unità di Conto Europea, aveva il codice XEU.
Con il tempo, nuove valute vengono create e vecchie valute sono abbandonate. Come risultato, la lista dei codici deve essere aggiornata ogni tanto. L'agenzia di manutenzione (MA) dell'ISO 4217, la British Standards Institution, è responsabile della gestione della lista dei codici.
Non tutte le valute ricevono un codice ISO 4217. Le principali ragioni sono:
- la valuta ha cessato il corso legale prima dell'introduzione della codifica ISO (es. la corona austro-ungarica dismessa nel 1918)
- il paese emittente non è riconosciuto dalla comunità internazionale (es. il luigino di Seborga, il milo dell'Isola delle Rose)
- il paese emittente non richiede la registrazione ISO della valuta (es. dinaro jugoslavo di ottobre durante l'embargo internazionale).

Alcune delle valute non comprese nell'elenco ISO hanno ricevuto una codifica da parte della Global Financial Data, che viene usata per impieghi non ufficiali, ad esempio in numismatica.

## Codici attivi
La seguente è una lista dei codici attivi ISO 4217 delle valute, ordinati per codice.
Oltre al codice a tre lettere è adottato anche il sistema a tre cifre per i sistemi in paesi che non usano script latini. Da notare che, talvolta, il codice numerico a tre cifre corrisponde al codice numerico del paese in questione. La colonna Dec. indica il numero di decimali utili per esprimere il valore della valuta.
| Codice | N.  | Dec. | Valuta                                                                         | Paesi in cui è usato attualmente: |
| ------ | --- | ---- | ------------------------------------------------------------------------------ | --- |
| AED    | 784 | 2    | Dirham degli Emirati Arabi Uniti                                               | Emirati Arabi Uniti |
| AFN    | 971 | 2    | Afghani                                                                        | Afghanistan |
| ALL    | 008 | 0    | Lek albanese                                                                   | Albania |
| AMD    | 051 | 2    | Dram armeno                                                                    | Armenia |
| ANG    | 532 | 2    | Fiorino delle Antille olandesi                                                 | Curaçao, Sint Maarten |
| AOA    | 973 | 2    | Kwanza angolano                                                                | Angola |
| ARS    | 032 | 2    | Peso argentino                                                                 | Argentina |
| AUD    | 036 | 2    | Dollaro australiano                                                            | Australia, Territorio Antartico Australiano, Isola di Natale, Isole Cocos (Keeling), Isole Heard e McDonald, Kiribati, Nauru, Isola Norfolk, Tuvalu                                                                                                |
| AWG    | 533 | 2    | Fiorino arubano                                                                | Aruba |
| AZN    | 944 | 2    | Manat azero                                                                    | Azerbaigian |
| BAM    | 977 | 2    | Marco bosniaco                                                                 | Bosnia ed Erzegovina |
| BBD    | 052 | 2    | Dollaro di Barbados                                                            | Barbados |
| BDT    | 050 | 2    | Taka bengalese                                                                 | Bangladesh |
| BGN    | 975 | 2    | Nuovo lev bulgaro                                                              | Bulgaria |
| BHD    | 048 | 3    | Dinaro del Bahrein                                                             | Bahrein |
| BIF    | 108 | 0    | Franco del Burundi                                                             | Burundi |
| BMD    | 060 | 2    | Dollaro di Bermuda                                                             | Bermuda |
| BND    | 096 | 2    | Dollaro del Brunei                                                             | Brunei |
| BOB    | 068 | 2    | Boliviano                                                                      | Bolivia |
| BOV    | 984 | 2    | Mvdol Boliviano (codice per i fondi)                                           | Bolivia |
| BRL    | 986 | 2    | Real brasiliano                                                                | Brasile |
| BSD    | 044 | 2    | Dollaro delle Bahamas                                                          | Bahamas |
| BTN    | 064 | 2    | Ngultrum del Bhutan                                                            | Bhutan |
| BWP    | 072 | 2    | Pula del Botswana                                                              | Botswana |
| BYN    | 933 | 2    | Rublo bielorusso                                                               | Bielorussia |
| BZD    | 084 | 2    | Dollaro del Belize                                                             | Belize |
| CAD    | 124 | 2    | Dollaro canadese                                                               | Canada |
| CDF    | 976 | 2    | Franco congolese                                                               | Repubblica Democratica del Congo |
| CHE    | 947 | 2    | WIR Euro (valuta complementare della WIR Bank)                                 | Svizzera |
| CHF    | 756 | 2    | Franco svizzero                                                                | Svizzera, Liechtenstein, Italia (Campione d'Italia) |
| CHW    | 948 | 2    | WIR Franco (valuta complementare della WIR Bank)                               | Svizzera |
| CLF    | 990 | 0    | Unidades de fomento Cilena (codice per i fondi)                                | Cile |
| CLP    | 152 | 0    | Peso cileno                                                                    | Cile |
| CNY    | 156 | 2    | Renminbi cinese (yuan)                                                         | Cina |
| COP    | 170 | 2    | Peso colombiano                                                                | Colombia |
| COU    | 970 | 2    | Unidad de Valor Real (codice per i fondi)                                      | Colombia |
| CRC    | 188 | 2    | Colón costaricano                                                              | Costa Rica |
| CUP    | 192 | 2    | Peso cubano                                                                    | Cuba |
| CVE    | 132 | 2    | Escudo capoverdiano                                                            | Capo Verde |
| CZK    | 203 | 2    | Corona ceca                                                                    | Repubblica Ceca |
| DJF    | 262 | 0    | Franco gibutiano                                                               | Gibuti |
| DKK    | 208 | 2    | Corona danese                                                                  | Danimarca, Fær Øer, Groenlandia |
| DOP    | 214 | 2    | Peso dominicano                                                                | Repubblica Dominicana |
| DZD    | 012 | 2    | Dinaro algerino                                                                | Algeria |
| EGP    | 818 | 2    | Sterlina egiziana (o lira)                                                     | Egitto |
| ERN    | 232 | 2    | Nacfa eritreo                                                                  | Eritrea |
| ETB    | 230 | 2    | Birr etiope                                                                    | Etiopia |
| EUR    | 978 | 2    | Euro                                                                           | Tutti i Paesi dell'Unione economica e monetaria dell'Unione europea |
| FJD    | 242 | 2    | Dollaro delle Figi                                                             | Figi |
| FKP    | 238 | 2    | Sterlina delle Falkland                                                        | Isole Falkland |
| GBP    | 826 | 2    | Sterlina britannica (o lira sterlina)                                          | Regno Unito |
| GEL    | 981 | 2    | Lari georgiano                                                                 | Georgia |
| GHS    | 936 | 2    | Cedi ghanese                                                                   | Ghana |
| GIP    | 292 | 2    | Sterlina di Gibilterra                                                         | Gibilterra |
| GMD    | 270 | 2    | Dalasi gambese                                                                 | Gambia |
| GNF    | 324 | 0    | Franco guineano                                                                | Guinea |
| GTQ    | 320 | 2    | Quetzal guatemalteco                                                           | Guatemala |
| GYD    | 328 | 2    | Dollaro della Guyana                                                           | Guyana |
| HKD    | 344 | 2    | Dollaro di Hong Kong                                                           | Hong Kong |
| HNL    | 340 | 2    | Lempira honduregna                                                             | Honduras |
| HTG    | 332 | 2    | Gourde haitiano                                                                | Haiti |
| HUF    | 348 | 2    | Fiorino ungherese                                                              | Ungheria |
| IDR    | 360 | 2    | Rupia indonesiana                                                              | Indonesia |
| ILS    | 376 | 2    | Nuovo shekel israeliano                                                        | Israele |
| INR    | 356 | 2    | Rupia indiana                                                                  | India, Bhutan |
| IQD    | 368 | 3    | Dinaro iracheno                                                                | Iraq |
| IRR    | 364 | 2    | Riyal iraniano                                                                 | Iran |
| ISK    | 352 | 0    | Corona islandese                                                               | Islanda |
| JMD    | 388 | 2    | Dollaro giamaicano                                                             | Giamaica |
| JOD    | 400 | 3    | Dinaro giordano                                                                | Giordania |
| JPY    | 392 | 0    | Yen                                                                            | Giappone |
| KES    | 404 | 2    | Scellino keniota                                                               | Kenya |
| KGS    | 417 | 2    | Som kirghiso                                                                   | Kirghizistan |
| KHR    | 116 | 2    | Riel cambogiano                                                                | Cambogia |
| KMF    | 174 | 0    | Franco delle Comore                                                            | Comore |
| KPW    | 408 | 2    | Won nordcoreano                                                                | Corea del Nord |
| KRW    | 410 | 0    | Won sudcoreano                                                                 | Corea del Sud |
| KWD    | 414 | 3    | Dinaro kuwaitiano                                                              | Kuwait |
| KYD    | 136 | 2    | Dollaro delle Cayman                                                           | Isole Cayman |
| KZT    | 398 | 2    | Tenge kazako                                                                   | Kazakistan |
| LAK    | 418 | 2    | Kip laotiano                                                                   | Laos |
| LBP    | 422 | 2    | Lira libanese (o sterlina)                                                     | Libano |
| LKR    | 144 | 2    | Rupia singalese                                                                | Sri Lanka |
| LRD    | 430 | 2    | Dollaro liberiano                                                              | Liberia |
| LSL    | 426 | 2    | Loti lesothiano                                                                | Lesotho |
| LYD    | 434 | 3    | Dinaro libico                                                                  | Libia |
| MAD    | 504 | 2    | Dirham marocchino                                                              | Marocco, Sahara Occidentale |
| MDL    | 498 | 2    | Leu moldavo                                                                    | Moldavia |
| MGA    | 969 | 0    | Ariary malgascio                                                               | Madagascar |
| MKD    | 807 | 2    | Dinaro macedone                                                                | Macedonia del Nord |
| MMK    | 104 | 2    | Kyat birmano                                                                   | Birmania |
| MNT    | 496 | 2    | Tugrik mongolo                                                                 | Mongolia |
| MOP    | 446 | 2    | Pataca di Macao                                                                | Macao |
| MRO    | 478 | 2    | Ouguiya mauritana                                                              | Mauritania |
| MUR    | 480 | 2    | Rupia mauriziana                                                               | Mauritius |
| MVR    | 462 | 2    | Rufiyaa delle Maldive                                                          | Maldive |
| MWK    | 454 | 2    | Kwacha malawiano                                                               | Malawi |
| MXN    | 484 | 2    | Peso messicano                                                                 | Messico |
| MXV    | 979 | 2    | Unidad de Inversion messicano (codice per i fondi)                             | Messico |
| MYR    | 458 | 2    | Ringgit malaysiano                                                             | Malaysia |
| MZN    | 943 | 2    | Metical mozambicano                                                            | Mozambico |
| NAD    | 516 | 2    | Dollaro namibiano                                                              | Namibia |
| NGN    | 566 | 2    | Naira nigeriana                                                                | Nigeria |
| NIO    | 558 | 2    | Córdoba nicaraguense                                                           | Nicaragua |
| NOK    | 578 | 2    | Corona norvegese                                                               | Norvegia |
| NPR    | 524 | 2    | Rupia nepalese                                                                 | Nepal |
| NZD    | 554 | 2    | Dollaro neozelandese                                                           | Nuova Zelanda, Isole Cook, Niue, Isole Pitcairn, Tokelau |
| OMR    | 512 | 3    | Rial dell'Oman                                                                 | Oman |
| PAB    | 590 | 2    | Balboa panamense                                                               | Panama |
| PEN    | 604 | 2    | Nuevo Sol peruviano                                                            | Perù |
| PGK    | 598 | 2    | Kina papuana                                                                   | Papua Nuova Guinea |
| PHP    | 608 | 2    | Peso filippino                                                                 | Filippine |
| PKR    | 586 | 2    | Rupia pakistana                                                                | Pakistan |
| PLN    | 985 | 2    | Złoty polacco                                                                  | Polonia |
| PYG    | 600 | 0    | Guaraní paraguaiano                                                            | Paraguay |
| QAR    | 634 | 2    | Riyal del Qatar                                                                | Qatar |
| RON    | 946 | 2    | Nuovo leu romeno                                                               | Romania |
| RSD    | 941 | 2    | Dinaro serbo                                                                   | Serbia |
| RUB    | 643 | 2    | Rublo russo                                                                    | Russia |
| RWF    | 646 | 0    | Franco ruandese                                                                | Ruanda |
| SAR    | 682 | 2    | Riyal saudita                                                                  | Arabia Saudita |
| SBD    | 090 | 2    | Dollaro delle Salomone                                                         | Isole Salomone |
| SCR    | 690 | 2    | Rupia delle Seychelles                                                         | Seychelles |
| SDG    | 938 | 2    | Sterlina sudanese                                                              | Sudan |
| SEK    | 752 | 2    | Corona svedese                                                                 | Svezia |
| SGD    | 702 | 2    | Dollaro di Singapore                                                           | Singapore |
| SHP    | 654 | 2    | Sterlina di Sant'Elena                                                         | Sant'Elena |
| SLL    | 694 | 2    | Leone sierraleonese                                                            | Sierra Leone |
| SOS    | 706 | 2    | Scellino somalo                                                                | Somalia |
| SRD    | 968 | 2    | Dollaro surinamese                                                             | Suriname |
| SSP    | 938 | 2    | Sterlina sudsudanese                                                           | Sudan del Sud |
| STD    | 678 | 2    | Dobra di São Tomé e Príncipe                                                   | São Tomé e Príncipe |
| SYP    | 760 | 2    | Lira siriana (o sterlina)                                                      | Siria |
| SZL    | 748 | 2    | Lilangeni dell'eSwatini                                                        | eSwatini |
| THB    | 764 | 2    | Baht thailandese                                                               | Thailandia |
| TJS    | 972 | 2    | Somoni tagiko                                                                  | Tagikistan |
| TMT    | 795 | 2    | Manat turkmeno                                                                 | Turkmenistan |
| TND    | 788 | 3    | Dinaro tunisino                                                                | Tunisia |
| TOP    | 776 | 2    | Paʻanga tongano                                                                | Tonga |
| TRY    | 949 | 2    | Nuova lira turca                                                               | Turchia |
| TTD    | 780 | 2    | Dollaro di Trinidad e Tobago                                                   | Trinidad e Tobago |
| TWD    | 901 | 2    | Nuovo dollaro taiwanese                                                        | Taiwan |
| TZS    | 834 | 2    | Scellino tanzaniano                                                            | Tanzania |
| UAH    | 980 | 2    | Grivnia ucraina                                                                | Ucraina |
| UGX    | 800 | 2    | Scellino ugandese                                                              | Uganda |
| USD    | 840 | 2    | Dollaro statunitense                                                           | Stati Uniti d'America, Samoa Americane, Territorio britannico dell'Oceano Indiano, Ecuador, El Salvador, Guam, Haiti, Isole Marshall, Micronesia, Isole Marianne Settentrionali, Palau, Panama, Timor Est, Turks e Caicos, Isole Vergini Americane |
| USN    | 997 | 2    | Dollaro statunitense (Next day) (codice per i fondi)                           | Stati Uniti d'America |
| USS    | 998 | 2    | Dollaro statunitense (Same day) (codice per i fondi)                           | Stati Uniti d'America |
| UYU    | 858 | 2    | Peso uruguaiano                                                                | Uruguay |
| UZS    | 860 | 2    | Som uzbeko                                                                     | Uzbekistan |
| VEF    | 862 | 2    | Bolívar venezuelano                                                            | Venezuela |
| VND    | 704 | 2    | Đồng                                                                           | Vietnam |
| VUV    | 548 | 0    | Vatu                                                                           | Vanuatu |
| WST    | 882 | 2    | Tālā samoano                                                                   | Samoa |
| XAF    | 950 | 0    | Franco CFA BEAC                                                                | Camerun, Repubblica Centrafricana, Repubblica del Congo, Ciad, Guinea Equatoriale, Gabon |
| XAG    | 961 | .    | Argento                                                                        | |
| XAL    | ... | .    | Alluminio                                                                      | |
| XAU    | 959 | .    | Oro                                                                            | |
| XBA    | 955 | .    | Unità Composita Europea (EURCO) (unità per il mercato obbligazionario)         | |
| XBB    | 956 | .    | Unità Monetaria Europea (E.M.U.-6) (unità per il mercato obbligazionario)      | |
| XBC    | 957 | .    | Unità di acconto Europea 9 (E.U.A.-9) (unità per il mercato obbligazionario)   | |
| XBD    | 958 | .    | Unità di acconto Europea 17 (E.U.A.-17) (unità per il mercato obbligazionario) | |
| XCD    | 951 | 2    | Dollaro dei Caraibi Orientali                                                  | Anguilla, Antigua e Barbuda, Dominica, Grenada, Montserrat, Saint Kitts e Nevis, Saint Vincent e Grenadine, Saint Lucia |
| XCP    | ... | .    | Rame                                                                           | |
| XDR    | 960 | .    | Diritti speciali di prelievo                                                   | Fondo Monetario Internazionale (IMF) |
| XFO    | Nil | .    | Franco-Oro (valuta speciale)                                                   | Banca dei regolamenti internazionali (BRI), fino all'aprile 2003 |
| XFU    | Nil | .    | Franco UIC (valuta speciale)                                                   | Unione internazionale delle ferrovie (UIC), fino al novembre 2013 |
| XOF    | 952 | 0    | Franco CFA BCEAO                                                               | Benin, Burkina Faso, Costa d'Avorio, Guinea-Bissau, Mali, Niger, Senegal, Togo |
| XPD    | 964 | .    | Palladio                                                                       | |
| XPF    | 953 | 0    | Franco CFP                                                                     | Polinesia francese, Nuova Caledonia, Wallis e Futuna |
| XPT    | 962 | .    | Platino                                                                        | |
| XTS    | 963 | .    | Codice riservato a scopo di test                                               | |
| XXX    | 999 | .    | Nessuna valuta (nessuna transazione)                                           | |
| YER    | 886 | 2    | Riyal yemenita                                                                 | Yemen |
| ZAR    | 710 | 2    | Rand sudafricano                                                               | Sudafrica |
| ZMW    | 894 | 2    | Kwacha zambiano                                                                | Zambia |
| ZWL    | 932 | 2    | Dollaro zimbabwese                                                             | Zimbabwe |

## Codici obsoleti

### Sostituiti dall'euro
I seguenti codici valuta ISO 4217 sono divenuti obsoleti nel momento in cui le valute relative sono confluite e quindi sono state sostituite dall'euro.
| Codice | N.  | Valuta                                           | Era usato da:        |
| ------ | --- | ------------------------------------------------ | -------------------- |
| ADP    | 020 | Peseta andorrana (agganciata 1:1 a ESP)          | Andorra              |
| ADF    | ... | Franco andorrano (agganciata 1:1 a FRF)          | Andorra              |
| ATS    | 040 | Scellino austriaco                               | Austria              |
| BEF    | 056 | Franco belga (unione monetaria con LUF)          | Belgio               |
| CYP    | 196 | Lira cipriota (o sterlina)                       | Cipro                |
| DEM    | 276 | Marco tedesco                                    | Germania             |
| EEK    | 233 | Corona estone                                    | Estonia              |
| ESP    | 724 | Peseta spagnola                                  | Spagna               |
| FIM    | 246 | Marco finlandese                                 | Finlandia            |
| FRF    | 250 | Franco francese                                  | Francia              |
| GRD    | 300 | Dracma greca                                     | Grecia               |
| HRK    | 191 | Kuna croata                                      | Croazia              |
| IEP    | 372 | Sterlina irlandese                               | Irlanda              |
| ITL    | 380 | Lira italiana                                    | Italia               |
| LTL    | 440 | Litas lituano                                    | Lituania             |
| LUF    | 442 | Franco lussemburghese (unione monetaria con BEF) | Lussemburgo          |
| LVL    | 428 | Lats lettone                                     | Lettonia             |
| MCF    | ... | Franco monegasco (unione monetaria con FRF)      | Principato di Monaco |
| MTL    | 470 | Lira maltese                                     | Malta                |
| NLG    | 528 | Fiorino olandese                                 | Paesi Bassi          |
| PTE    | 620 | Escudo portoghese                                | Portogallo           |
| SIT    | 705 | Tallero sloveno                                  | Slovenia             |
| SKK    | 703 | Corona slovacca                                  | Slovacchia           |
| SML    | 674 | Lira sammarinese                                 | San Marino           |
| VAL    | 336 | Lira vaticana                                    | Città del Vaticano   |
| XEU    | 954 | Unità di conto europea (1 XEU = 1 EUR)           | Unione europea       |

### Sostituiti per altre ragioni
I seguenti codici valuta ISO 4217 sono divenuti obsoleti o sono stati sostituiti per varie ragioni.
| Codice | N.  | Valuta                                              | Era usato da:                  | Sostituito da: |
| ------ | --- | --------------------------------------------------- | ------------------------------ | -------------- |
| AFA    | 004 | Afghani                                             | Afghanistan                    | AFN            |
| ALK    | ... | Lek albanese vecchio                                | Albania                        | ALL            |
| AON    | 024 | Nuovo Kwanza angolano                               | Angola                         | AOR            |
| AOR    | 982 | Kwanza angolano Readjustado                         | Angola                         | AOA            |
| ARA    | ... | Austral argentino                                   | Argentina                      | ARS            |
| ARL    | ... | Peso argentino ley                                  | Argentina                      | ARP            |
| ARM    | ... | Peso argentino moneta nazionale                     | Argentina                      | ARL            |
| ARP    | ... | Peso argentino                                      | Argentina                      | ARA            |
| AZM    | 031 | Manat azero                                         | Azerbaigian                    | AZN            |
| BEC    | 993 | Franco belga (convertibile)                         | Belgio                         | (abbandonato)  |
| BEL    | 992 | Franco belga (finanziario)                          | Belgio                         | (abbandonato)  |
| BGJ    | ... | Lev bulgaro fino al 1952                            | Bulgaria                       | BGK            |
| BGK    | ... | Lev bulgaro fino al 1962                            | Bulgaria                       | BGL            |
| BGL    | 100 | Lev bulgaro fino al 1999                            | Bulgaria                       | BGN            |
| BOP    | ... | Peso boliviano                                      | Bolivia                        | BOB            |
| BRB    | ... | Cruzeiro brasiliano                                 | Brasile                        | BRC            |
| BRC    | ... | Cruzado brasiliano                                  | Brasile                        | BRL            |
| CFP    | ... | Franco CFP                                          | Polinesia Francese             | XPF            |
| CNX    | ... | Dollaro delle banche cinesi                         | Cina                           | CNY            |
| CSD    | 941 | Dinaro serbo fino al 2006                           | Serbia                         | RSD            |
| CSJ    | ... | Corona cecoslovacca fino al 1953                    | Cecoslovacchia                 | CSK            |
| CSK    | 200 | Corona cecoslovacca                                 | Cecoslovacchia                 | CZK e SKK      |
| CUC    | 931 | Peso cubano convertibile                            | Cuba                           | CUP            |
| DDM    | 278 | Marco della Repubblica Democratica Tedesca          | Repubblica Democratica Tedesca | DEM            |
| ECS    | 218 | Sucre ecuadoriano                                   | Ecuador                        | USD            |
| ECV    | 983 | Unidad de Valor Constante (codice per i fondi)      | Ecuador                        | (abbandonato)  |
| EQE    | ... | Ekwele della Guinea Equatoriale                     | Guinea Equatoriale             | XAF            |
| ESA    | 996 | Peseta spagnola (conto A)                           | Spagna                         | ESP            |
| ESB    | 995 | Peseta spagnola (conto B)                           | Spagna                         | ESP            |
| GNE    | ... | Syli guineano                                       | Guinea                         | XOF            |
| GWP    | 624 | Peso guineano                                       | Guinea-Bissau                  | XOF            |
| HRD    | ... | Dinaro croato                                       | Croazia                        | HRK            |
| ILP    | ... | Sterlina israeliana                                 | Israele                        | ILR            |
| ILR    | ... | Vecchio shekel israeliano                           | Israele                        | ILS            |
| ISJ    | ... | Corona islandese vecchia                            | Islanda                        | ISK            |
| LAJ    | ... | Kip laotiano - Pot Pol                              | Laos                           | LAK            |
| MAF    | ... | Franco del Mali                                     | Mali                           | XOF            |
| MGF    | 450 | Franco malgascio                                    | Madagascar                     | MGA            |
| MKN    | ... | Dinaro macedone fino al 1993                        | Repubblica di Macedonia        | MKD            |
| MVQ    | ... | Rupia delle Maldive                                 | Maldive                        | MVR            |
| MXP    | ... | Peso messicano                                      | Messico                        | MXN            |
| MZM    | 508 | Metical mozambicano                                 | Mozambico                      | MZN            |
| PEH    | ... | Sol peruviano                                       | Perù                           | PEI            |
| PEI    | ... | Inti peruviano                                      | Perù                           | PEN            |
| PLZ    | 616 | Złoty fino al 1994                                  | Polonia                        | PLN            |
| ROK    | ... | Leu romeno fino al 1952                             | Romania                        | ROL            |
| ROL    | 642 | Leu romeno fino al 2005                             | Romania                        | RON            |
| RUR    | 810 | Rublo russo                                         | Russia                         | RUB            |
| SDD    | 736 | Dinaro sudanese fino al 2007                        | Sudan                          | SDG            |
| SRG    | 740 | Fiorino surinamese                                  | Suriname                       | SRD            |
| SUR    | ... | Rublo sovietico                                     | Unione Sovietica               | RUR            |
| SVC    | 222 | Colón salvadoregno                                  | El Salvador                    | USD            |
| TJR    | 762 | Rublo tagiko                                        | Tagikistan                     | TJS            |
| TPE    | 626 | Escudo timorese                                     | Timor Est                      | IDR            |
| TRL    | 792 | Lira turca fino al 2005                             | Turchia                        | TRY            |
| UAK    | 804 | Karbovanec' ucraino                                 | Ucraina                        | UAH            |
| UGW    | ... | Scellino ugandese vecchio                           | Uganda                         | UGX            |
| UYN    | ... | Peso uruguaiano vecchio                             | Uruguay                        | UYU            |
| VNC    | ... | Đồng vecchio                                        | Vietnam                        | VND            |
| YDD    | 720 | Dinaro dello Yemen del sud                          | Yemen del Sud                  | YER            |
| YUD    | ... | Dinaro jugoslavo pesante                            | Jugoslavia                     | YUN            |
| YUN    | ... | Dinaro jugoslavo convertibile                       | Jugoslavia                     | YUM            |
| YUM    | 891 | Nuovo dinaro jugoslavo                              | Jugoslavia                     | CSD            |
| ZAL    | 991 | Rand sudafricano (finanziario) (codice per i fondi) | Sudafrica                      | (abbandonato)  |
| ZRN    | 180 | Nuovo Zaire                                         | Zaire                          | CDF            |
| ZRZ    | ... | Zaire                                               | Zaire                          | ZRN            |
| ZWC    | ... | Dollaro rhodesiano                                  | Rhodesia                       | ZWD            |
| ZWD    | ... | Dollaro zimbabwese                                  | Zimbabwe                       | ZWN            |
| ZWN    | ... | Dollaro zimbabwese                                  | Zimbabwe                       | ZWR            |
| ZWR    | ... | Dollaro zimbabwese                                  | Zimbabwe                       | ZWL            |